# Dark Is the Night
«Dark Is the Night» — сингл норвезького гурту a-ha, випущений 24 травня 1993 року. Версія пісні, що увійшла до альбому «Memorial Beach» , називалась «Dark is the Night for All».

## Музиканти
- Пол Воктор-Савой (Paul Waaktaar-Savoy) (6 вересня 1961) — композитор, гітарист, вокалист.
- Магне Фуругольмен (Magne Furuholmen) (1 листопада 1962) — клавішник, композитор, вокаліст, гітарист.
- Мортен Гаркет (Morten Harket) (14 вересня 1959) — вокаліст.

## Композиції

### CD1
| #  | Назва                                  | Тривалість |
| -- | -------------------------------------- | ---------- |
| 1. | «Dark is the Night»                    | 3:44       |
| 2. | «I've Been Losing You/Cry Wolf (Live)» | 9:07       |
| 3. | «Angel in the Snow (Instrumental)»     | 4:15       |

### CD2
| #  | Назва                          | Тривалість |
| -- | ------------------------------ | ---------- |
| 1. | «Dark is the Night»            | 3:45       |
| 2. | «The Sun Always Shines on TV»  | 5:06       |
| 3. | «Hunting High and Low (Remix)» | 4:42       |
| 4. | «Crying in the Rain»           | 4:25       |

### 7"
| #  | Назва                               | Тривалість |
| -- | ----------------------------------- | ---------- |
| 1. | «Dark is the Night (Album Version)» | 3:45       |
| 2. | «Angel In The Snow»                 | 4:15       |